# Ilyen az élet (film, 2010)
Az Ilyen az élet (eredeti cím: Life as We Know It) 2010-ben bemutatott amerikai romantikus filmvígjáték-dráma, melyet Greg Berlanti rendezett. A főszerepben Katherine Heigl és Josh Duhamel látható. 
2010. október 8-án jelent meg mozikban, miután 2010. október 2-án 811 moziban előzetesen is vetítették. Magyarországon december 10-én mutatta be az InterCom Zrt..

## Cselekmény
Holly Berenson (Katherine Heigl) mániákus, rendmániás, kényszeres vendéglátóipari vezető, Eric Messer (Josh Duhamel) pedig a kosárlabda-sport technikai igazgatója. Barátaik, Peter és Allison vakrandit szerveznek nekik, de a dolgok szörnyen rosszul alakulnak, és az egyetlen közös pont a két emberben az, hogy soha többé nem akarják látni egymást.  
Három év telik el, Peter és Allison összeházasodnak, és születik egy Sophie nevű lányuk.
Ám egy éjszaka Sophie szülei, Peter és Allison autóbalesetben meghalnak.  Amikor Peter ügyvédje felolvassa nekik a végrendeletet, Eric és Holly felfedezik, hogy Peter és Allison kikötötték, haláluk esetén Holly és Eric gondoskodjon a gyermekről. 
Megdöbbenve, de kötelességtudattal telve kezdik meg a szülői munkát az egyéves Sophie-val. A gyermek gondozása érdekében zsonglőrködniük kell a társadalmi kötelezettségeik és a munkaidő-beosztásuk között. Miközben Sophie gondozásában teljesen tapasztalatlanok, és a karrierjükkel is törődniük kell, az egymáshoz fűződő kapcsolatuk lassan kevésbé fagyossá válik.
Meg kell szokniuk, hogy egy fedél alatt éljenek, és rá kell jönniük, mi a közös bennük, hogy családként összeegyeztessék az életüket. 
Az első közös évük során úgy tűnik, hogy Holly és Eric mégiscsak egy igazi pár lesz, még akkor is, ha a szimpatikus gyermekorvos, Dr. Sam Nelson időközben komoly érdeklődést mutat Holly iránt. De aztán Ericnek munkát ajánlanak Phoenixben, és Atlantából odaköltözik.
Hálaadáskor meglátogatja őket, ahol Sam is jelen van, de Eric még a vacsora előtt távozik, miután heves vitába keverednek, mert Holly azt mondja, hogy a ház fenntartása túl költséges és ezért el kell adnia. Miután elment, Holly rájön, hogy szereti a férfit. Utánarohan, hogy a reptéren beszéljen vele és megpróbálja megakadályozni, hogy visszarepüljön, de a férfi nem érkezik meg, amíg a gép felszáll. 
Hazatérve meglepődve találkozik Eric-kel, aki szerelmet vall neki. A film Sophie második születésnapján ér véget.

## Szereplők
| Szerep         | Színész             | Magyar hang    |
| -------------- | ------------------- | -------------- |
| Holly Berenson | Katherine Heigl     | Mezei Kitty    |
| Eric Messer    | Josh Duhamel        | Zámbori Soma   |
| Sam            | Josh Lucas          | Dolmány Attila |
| Alison Novak   | Christina Hendricks | Major Melinda  |
| Peter Novak    | Hayes MacArthur     | Bozsó Péter    |
| Lonnie         | DeRay Davis         | Papp Dániel    |
| Janine Groff   | Sarah Burns         | Németh Borbála |
| Ted            | Rob Huebel          | Dévai Balázs   |
| Gary           | Bill Brochtrup      | Csőre Gábor    |
| George Dunn    | Andy Buckley        | Schnell Ádám   |
| Scott          | Andrew Daly         | Fesztbaum Béla |
| Jenna          | Majandra Delfino    |                |
| Alan Burke     | Reggie Lee          | Görög László   |
| DeeDee         | Melissa McCarthy    | Braun Rita     |
| Josh           | Will Sasso          | Király Attila  |
| Beth           | Jessica St. Clair   | Haumann Petra  |
| Simon          | Kumail Nanjiani     | Kovács Lehel   |

## Fogadtatás

### Bevételi adatok
Annak ellenére, hogy kritikailag megbukott, bevételi szempontból sikeresen teljesített. Világszerte több mint 105 millió dollárt termelt, 38 millió dolláros költségvetés mellett.

## Fordítás
- Ez a szócikk részben vagy egészben  a   Life as We Know It (film) című angol Wikipédia-szócikk fordításán alapul.  Az eredeti cikk szerkesztőit annak laptörténete sorolja fel. Ez a jelzés csupán a megfogalmazás eredetét és a szerzői jogokat jelzi, nem szolgál a cikkben szereplő információk forrásmegjelöléseként.
- Ez a szócikk részben vagy egészben  a   So spielt das Leben című német Wikipédia-szócikk fordításán alapul.  Az eredeti cikk szerkesztőit annak laptörténete sorolja fel. Ez a jelzés csupán a megfogalmazás eredetét és a szerzői jogokat jelzi, nem szolgál a cikkben szereplő információk forrásmegjelöléseként.
- Ez a szócikk részben vagy egészben  a   Life as We Know It (película) című spanyol Wikipédia-szócikk fordításán alapul.  Az eredeti cikk szerkesztőit annak laptörténete sorolja fel. Ez a jelzés csupán a megfogalmazás eredetét és a szerzői jogokat jelzi, nem szolgál a cikkben szereplő információk forrásmegjelöléseként.